# Famille Kahn
Pour les articles homonymes, voir Kahn.
Une des familles Kahn (Cahen puis au XVIIIe siècle : Kahn ou Cahn) est une famille française juive de Lorraine puis alsacienne, originaire de Bliesbruck dans le département de la Moselle avant de s'établir à Nancy.
Dans la descendance de Lion Cahen (1744-1811), on trouve au XXIe siècle : Jean Kahn-Dessertenne, Jean-François Kahn, Olivier Kahn, Sylvain Kahn, Axel Kahn, Michel Etevenon, Micheline Dax, Pierre Mendès France, Michel Mendès France, Tristan Mendès France, Didier Grumbach, Tiennot Grumbach, Sylvie Grumbach et les conjoints de Pascale Briand, Michel Galabru, Marie-Claire Servan Schreiber et Mireille Fanon.

## Origine
La famille Kahn est juive alsacienne, originaire de Bliesbruck dans le département de la Moselle.
La famille s'installe à Nancy après la guerre franco-allemande de 1870.

## Arbre
- Lion Cahen ca (1744-1811), marchand de chevaux. Il épouse à Sarreguemines en 1759 Reingelene Emmerich Gompertz (1743-1801)[3].
  - Gumbertz Kahn (1762-1834), marchand de chevaux à Bliesbruck (Moselle). Il épouse en 1783 Gouthla Lévy (1765-1835)[4].
    - Michel Kahn (1796-1872), marchand de chevaux à Bliesbruck puis marchand d'étoffes à Toul. Il épouse en 1822 Françoise Lévy (1797-1876)[5]. Le 09/07/1872, il opte pour la nationalité française[6].
      - Lion Kahn (1824-1896), marchand d'étoffes, marchand drapier à Toul. Il épouse en 1856 Caroline Hirsch (1831-1912)[7].
        - Gustave Kahn (1856-1926) épouse en 1886 Anna Veil (1864-1926)[8],[9]
          - Michel André Kahn (1888-1959) épouse en 1918 Blanche Jeanne Sismondino (1885-1972)[10].
            - Jean Kahn dit Jean Kahn-Dessertenne (1916-1970), professeur de philosophie et poète. Il épouse   à Viroflay en 1937 Camille Ferriot (1914-2005).
              - Jean-François Kahn (1938-2025), journaliste. Il épouse en 1977 Rachel Assouline (1945), journaliste.
              - Olivier Kahn (1942-1999), chimiste. Il épouse en 1961 Jacqueline Gabison (1940) puis en 1969 Andrée Harari (1942) puis en 1990 Joanna Giermanska.
                - Fabrice Kahn, entrepreneur
                - Sylvain Kahn (d), informaticien, financier et écrivain[a].

              - Axel Kahn (1944-2021), scientifique, médecin généticien et essayiste. Il épouse Viviane Seillon puis en 1995 Pascale Briand (1952), chercheuse scientifique, dont il divorce la même année.

    - Isaac Kahn (1799-1890) épouse en 1829 Esther Mayer (1810-1881)[15],[16]
      - Emile Kahn (1834-1904) épouse Otilie Maas (1846-1901)[17],[18]
        - Viola dite Alice Kahn (1870-1959) épouse en 1891 Samuel Goldsmith (1859-1926)[19].
          - Renée Goldsmith (1891-1934) épouse en 1919 Emile Etevenon (1887-1967)[20],[21].
            - Michel Etevenon (1920-2001), publicitaire et créateur de la Route du Rhum, épouse Françoise Brice[22],[23].
              - Claude Etevenon épouse Michel Galabru (1922-2016).

            - Micheline Etevenon dite Micheline Dax (1924-2014).

  - Isaac Cahn (1763-1840), marchand de chevaux à Bliesbruck (Moselle). C'est l'un des responsables de la communauté juive de Bliesbruck avec son gendre Bonef Juda (qui sera maire de la commune)[24]. Il épouse en 1784 Fanie Feilchen Aron Isaraël (1764-1812) puis en 1813 Sarah Franck (1782-1858)[25].
    - Lion Cahn (1816-1893), épicier puis chausseur, il épouse en 1847 Rose Samuel (1818-1900)[26].
      - Isidore Cahn (1848-1917) épouse en 1878 Henriette Wolff (1853-1934)[27],[28],[29].
        - Palmyre Cahn (1880-1968) épouse en 1905 David Cerf Mendès France (1874-1957)[30].
          - Pierre Isaac Isidore Mendès France (1907-1982) épouse en 1933 Léa Liliane Cicurel (1910-1967) (sœur de Raymond Cicurel) puis en 1971 Marie-Claire Servan Schreiber (1921-2004)[31].
            - Bernard Mendès France (1934-1991) épouse Patricia Roberte Giros puis Mireille Fanon.
            - Michel Mendès France (1936-2018), mathématicien.
              - Tristan Mendès France (1970),  blogueur, essayiste et réalisateur.

          - Marcelle Rose Mendès France (1909-2003) épouse en 1935 Néphtalie Alexandre Pierre Grumbach (1900-1977)[32],[33].
            - Didier Grumbach (1937), industriel et homme d‘affaires.
            - Tiennot Grumbach né Étienne Claude Grumbach (1939-2013), avocat, président du syndicat des avocats de France
            - Sylvie Grumbach (1947), directrice artistique et fondatrice de l’agence presse 2e Bureau.

## Pour approfondir